# 植木的法則角色列表
本列表羅列日本漫畫家福地翼的少年漫畫作品《植木的法則》中的角色。

## 主要角色
植木耕助（植木 耕助）
配音員：日本：野澤雅子（週刊少年Sunday CM劇場）、朴璐美（電視動畫）／台灣：李明幸
故事的主角。中學一年級學生。他的能力是班導師小林老師所賜予的，不過起初對於能力者大戰之事毫無知悉。他是個心地善良、為他人著想的善人，他關心周遭的人、甚至是對他不利的人，不過對於自己的事並不太在意。
他的真實身分是來自天界的天界人，在他還小的時候、就被父親從天界送到地球。由於這一身份而讓他所具有的能力「神器」、讓他的戰鬥能力遠超過一般的能力者。
動畫完結篇如願獲得空白之才，與小天告別後回歸地球的日常生活，最後一幕顯示寫上去的為「再會之才」。
- 將垃圾變成樹木的能力

能將任何種類的垃圾變成任何種類的樹木。限定條件是垃圾的大小必須在手能覆蓋的範圍。
由於可以將用能力變出來的樹作為垃圾使用的緣故，因此不同於其他只能單方面「將A變成B」的能力，是唯一能在「將A變成B」後「將B當成A」使用、具備循環特性的能力。
等級2的能力是回歸，可以讓對手的能力受到循環特性影響而無效化。
森愛
配音員：日本：冰上恭子（週刊少年Sunday CM劇場）、川上倫子（電視動畫）／台灣：楊凱凱
女主角，植木的同學，戴著眼鏡的樂觀女孩。在最初發現植木的能力時，還以為他是想占領地球的植物外星人，但後來和他成為朋友、並為了守護他的「才」而戰。
在毫無預警的情況下被捲入能力者戰鬥，但直到終盤前都不知道自己的能力。
- 將對手變成眼鏡控的能力

中了能力的人會無可救藥地愛上眼鏡，甚至可以為了眼鏡去死，是一旦發動就堪稱無敵的洗腦系能力。相對地、有著一般狀況下幾乎無法達成的限定條件「對手必須擺出裝可愛姿勢」。
佐野清一郎 （佐野 清一郎）
配音員：日本：保志總一朗／台灣： 李景唐
熱愛泡溫泉的中學三年級。因為被羅貝多十人團裡的卡爾巴瑟捉住把柄、而加入其中，在羅貝多十人團被擊敗後與植木成為同伴。
其大膽且具有創意的戰術，能充份發揮自己的能力。經常和鈴子搭擋，但也經常和她吵架。
- 將毛巾變成鐵的能力

變成鐵之後會維持在先前的形狀，因此可製造鐵槍、鐵迴力鏢等物品。限定條件是必須停止呼吸。
等級2是將布變成磁鐵，磁鐵的磁力可自由控制。
鈴子·潔拉德 （鈴子・ジェラード）
配音員：日本：野澤雅子（週刊少年Sunday CM劇場）、能登麻美子（電視動畫）／台灣：黃珽筠
戴眼鏡、綁著辮子的女孩，中學三年級。由於家境富裕，見過許多表面上自稱朋友但實則圖私利的小人，在身陷暗谷時遇見羅貝多並加入十人團，打從心裡喜歡羅貝多，但後來發現羅貝多只是將其視為手下。由於不滿十人團不重視同伴的態度而背叛十人團，成為植木的同伴。
個性既溫柔又堅強，非常喜歡小動物。因為思維過於謹慎而時常與較為衝動的佐野吵嘴。在與瑪莉蓮小隊一戰後對自己的弱小十分在意，只要聽到「沒用」、「派不上用場」等詞彙就會性情大變。
- 將珠子變成炸彈的能力

炸彈威力極高，但距離過近則自己也會受傷。在故事後期、她使用內藏珠子的特製手套，讓能力在近距離也能發揮作用。
限定條件是該珠子必須曾觸及自己的手。
宗屋秀吉（宗屋 ヒデヨシ）
配音員：日本： 山口勝平／台灣：曹冀魯
植木小隊中最晚登場的人。在孤兒院「太陽之家」擔任保姆的中學一年級生，有副長得像猴子的臉，個性賊頭賊腦、但其實是一個很關心他人的人。
他的候補神尼祿為了想在人間界長期逗留以照顧孤兒們，而賜給秀吉能力，但在之後因未介入他與其他能力者之間的戰鬥而墜入地獄。為了拯救尼祿、秀吉便和植木結成同伴參加第二次選拔。
由於不具有攻擊性的能力，在故事後期幾乎沒有上第一線戰鬥，但最終戰卻無意間拯救了植木，影響了故事結局。
- 把聲音變成人像畫的能力

人像畫可以出現在以自身為中心半徑二十公尺內任何地方。人像畫的顏色可自由變化。
限定條件是彎曲自己的手指或腳趾，一根對應一張，最多二十張人像畫。
小天
配音員：日本：長嶝高士（大）／齋藤千和（小）
是一隻產生返祖現象的天界獸。天界獸是在天界的野獸，由於天界人將天界獸濫用於戰鬥，因此現在的天界獸皆被品種改良、並當作家畜訓養。但小天的外貌是天界獸原本的巨大型態，天界人害怕他、以莫須有罪名將他打入地獄。這件事使得牠開始痛恨天界人。在被小林老師放出去後遇見植木，本想將他吃掉、後來被他感化。

## 主要反派
羅貝多·海頓（ロベルト・ハイドン）
配音員：齋賀觀月／台灣：李景唐
金髮碧眼的少年。和植木一樣是天界人，由於小時候遭受歧視和殘酷對待、而讓他對人類懷抱著仇恨。為了讓自己在選拔中更為輕鬆，他組織了羅貝多十人團為自己而戰。在敗給植木之後失去了對人類的仇恨之心。但在他改邪歸正後不久就被亞諾擊敗、身體也被侵佔。
- 將理想化為現實的能力

能將物體在物體的機能允許的範圍內變成盡可能理想，例如「絕不會灑出來也不會摔破的杯子」。限定條件是每使用一次會失去一年的剩餘壽命。
等級2的能力是操縱理想化的物體的重力，能自由變輕或變重。
亞諾
配音員：福山潤／台灣：林谷珍
在故事中盤登場，故事的主要反派。他是來自地獄的「守人一族」，可以吞下並侵占他人的身體，並且使用他人的能力。在故事中、他侵占了羅貝多的身體。
他對人類感到難以理解，並試圖透過實驗來觀察人性並滿足自己的好奇心。在他擊敗天神後、他侵占了天神的身體，並試圖毀滅一切，但他真正希望的是有人能否定自己、並擊敗自己。

### 羅貝多十人團
黑木影男（黒木 影男）
配音員：織田優成
通稱黑影。他是籃球校隊隊長，因為貫徹自己的做人原則而招致不公平的判決，讓他的球隊無法參賽，他因此性情大變。植木在與他的戰鬥中、因為他的弟弟無意間的幫助而獲勝。在敗給植木後，他恢復了原本的個性。
能力是將影子變成黏土人偶，且能自由控制人偶外型並以此擾敵。
卡姆·羅索（カムイ＝ロッソ）
配音員：樱井浩美
他輕蔑所有人，秉持著「我不需要不聽話的機器人」為座右銘。
能力是將影子變成機器人，機器人會從口中發射砲擊。
艾歷斯奧·約利亞諾（アレッシオ・ユリアーノ）
配音員：成田劍
對羅貝多忠心耿耿，但對植木充滿偏見。能力是將土地變成鐮刀。在與植木的戰鬥中逼他對羅貝多效忠，但被覺醒成天界人後的植木擊敗。
噸
配音員：石井康嗣
渾身肌肉，能輕易將巨大岩石擊破，並對自己的力量很自豪。能力是將戒指變成火箭。此能力可以大幅提升他的破壞力。
馬爾可·馬爾汀尼（マルコ・マルディーニ）
配音員：速水獎（電視動畫）、飛田展男（Sunday CM劇場）
十人團中的廚師。能力是把番茄變成岩漿，能輕易地克制植木的造樹能力。
鬼
配音員：大塚周夫
沉穩寡默的男子，蒙面且身穿鎧甲。能力是將竹劍變成大剪刀。
碧琪·狼（ベッキー・ウォルフ）
配音員：小林由美子
穿著牛仔服裝的矮子。能力是把BB彈變成隕石。
明神太郎（明神 太郎）
配音員：山口真弓
在卡爾巴瑟不在時、是十人團中的領導者，是十人團中的強者。由於他的候補神違規、而讓他擁有兩項能力。為了不讓作弊穿幫、同時也以多治海四郎這個假名行動。
外表看似和善、但卻是殘忍的策士。能力是將口哨變成雷射光，以及把光碟變成圓鋸。他通常先以圓鋸攻擊並逼對手跳起，再用雷射光狙擊對手。
卡爾·P·巴瑟（カール・P・アッチョ）
配音員：高木涉
十人團的參謀，好女色、認為十人團裡的女性太少了。性格卑劣而殘忍。
能力是將他人的能力變為自己的能力，限定條件是必須在24小時之內與對方保持在十公尺以內的距離。他藉著職務之便、取得了十人團成員所有人的能力，同時還有兩項十人團以外的能力：將對手想法變成手機簡訊、以及將自己和對方的位置對調。
圆包
配音員：矢岛晶子
能將電力變為砂糖，以砂糖灑在對手身上後再變回電來攻擊。
卡巴拉（カバラ）
配音員：杉山紀彰
他是地下世界的殺手，喜愛炫耀自己的射擊才能。能力是將斗篷變成翅膀，而且可以射出羽毛以攻擊。

## 能力者

### 卡普桑小隊
卡普桑（カプーショ）
配音員：浅川悠
長髮少年，秀吉的替補候補神的爪牙。能力是將自己的聲音變成冷凍瓦斯，如果和秀吉的能力相配合會很強，因此希望秀吉加入他的小隊。等級二是能噴出紅色的冷凍瓦斯，被凍結的目標物會變得脆弱易碎。
尼哥
配音員：松風雅也
有一頭秀髮，說話時經常提到「美麗」。能力是將秀髮變成鑽頭。他可以以此在地底下以時速三百公里移動並突襲，而且悄然無聲。
烏果
配音員：宮田幸季
性格有些懶散，雖然不斷聲稱自己不會上當、但仍一直被秀吉戲弄，最後敗給了他。能力是將橡膠球變成硫酸。
馬力奧（マリオ）
配音員：神谷浩史
會為自己的招式取英文名。能力是把身體變成超完美動力滾球（實際上就是撞球，但本人堅稱是超完美動力滾球）。

### 古拉諾小隊
古拉諾（グラノ）
配音員：千葉一伸
經常掛著笑容、卻是把碧路當作道具使喚的自私之徒。
能力是將模型變成實體，限定條件是必須是玩過的模型。可以將模型槍、坦克模型、甚至人體模型全變成實體。等級二是可以操作該模型變成的實體，例如進入坦克內駕駛。
碧路
配音員：堀江由衣
對軟弱的自己沒有自信，並且被古拉諾所利用，供應他大量的模型。受到植木啟發後擺脫了古拉諾的控制。
能力是將照片內的物體變成模型。照片可以儲存，隨時能變成模型。
吉他爾（ギタール）
配音員：伊藤健太郎
能力是把衣服變成屏障，限定條件是一次只能變一件衣服。等級二是能從變成屏障的衣服內側放出衝擊波。但他欺騙對手，聲稱自己是無敵的、而能力是把聲音變成衝擊波。
穆寧
配音員：古川登志夫
他以川柳的形式說話。能力是把冷笑話變成現實，限定條件是對方必須笑，一旦對方發笑，無論多麼荒誕的內容都能成真。
巴斯特羅（パステロ）
配音員：櫻井敏治
喜愛繪畫。能力是把畫布變成蟲洞。他透過畫筆穿越蟲洞去給對手搔癢，讓穆寧的能力必定發動。

### 瑪利蓮小隊
瑪利蓮·凱莉（マリリン・キャリー）
配音員：雪野五月
她和她的隊友都出身自戰亂國家，隊友間的羈絆非常深，所有人都受過嚴格特訓，具有很強的戰鬥能力。在戰爭結束後，她仍然覺得只有戰鬥才能讓她感覺自己活著，但事實上她非常厭惡戰鬥。植木在看穿這一點後，便沒有戰鬥的意圖。而瑪利蓮也因為耗盡體力而落敗。
能力是將一秒變成十秒，簡而言之、就是能以十倍的速度移動。等級二是一天內有一分鐘（現實時間十分鐘）可以將自己的身體能力變成兩倍，如果超過時限會耗盡體力。
巴倫
配音員：銀河萬丈、洞內愛（童年）
由於瑪利蓮在戰場上不斷鼓勵無依無靠的他，讓他誓死為瑪利蓮效勞。具有強大的體術，但頭腦不太靈光。
能力是把自己身體變成小刀所在地，投擲小刀後發動能力，即可瞬間移動到小刀旁邊接住刀子。
等級二是瞬間移動後自身半徑一公尺內的地面會把人給吸住、無法移動。雖然可以捕獲敵人，但由於自己也無法移動所以風險很高。
布丁
配音員：福原香織
能力是把嘴變成四次元空間出入口的能力，他的能力被用在運輸材料、並製作曼莫莉所需要的陷阱。在與植木小隊的戰鬥中，因佐野和秀吉的計策而被隊友馬修誤擊而落敗退場。
曼莫莉（メモリー）
配音員：茅原實里
能力是把設計圖變成完成品，只要有材料就能將設計圖內所寫的物品瞬間變成成品。她與布丁互相配合並製造大量陷阱，在布丁落敗後對上森愛，並成為森愛能力的第一個「受害者」。
馬修
配音員三木眞一郎
能力是把兩隻手變成六隻手，並透過預先準備好的大量手槍和警棍來戰鬥。他與佐野對上、但被他的等級二打敗。

### 巴隆小隊
全體成員都是天界人，因此、都是和植木一樣擁有能力和神器的新天界人。
巴隆·艾斯克拉伏特（バロウ・エシャロット）
配音員：河原木志穂
他的能力是將過去影像化為現實，並透過這種同時產生大量神器、創造無止盡的攻擊。他敗給了植木的等級二。
班·迪克（バン・ディクート）
配音員：竹本英史
能力是將非生物變成生物，他以此創造出有生命的神器，並一度克制住對可愛小動物沒轍的鈴子，但最後仍敗給了她。
戴高斯達（ディエゴスター）
配音員：大川透
能力是將物體變成透明物體，並以此創造出看不見的攻擊。他以男子漢的執著險勝佐野。
奇爾諾頓（キルノートン）
配音員：千葉進歩
他是森愛在第三次選拔中的對手。儘管他是智商高達179的天才，不過他卻很輕易地受到森愛的能力影響，並因此而落敗。在整部故事中，他從來不曾使用過自己的能力。後再特別篇得知能力是把聲音變成靜音的能力，但範圍只有半徑20公尺。

### 其它能力者
平 丸男（平 丸男）
配音員：三宅健太
植木參加能力者戰鬥的第一個對手。能力是將水變成火，限定條件含進嘴裡的水，經過漱口後火的溫度會更高。
足立駿夫（足立 駿夫）
配音員：高城元氣
愛好跑步、並希望獲得跑步的才能。在敗給植木後改觀，認為無論是否有才能都該努力不懈。能力是將綿變成木樁。
李崩（りほう）
配音員：子安武人／台灣：林谷珍
李崩的養父是強大的武術家，而李崩也渴望成為一名強大的武術家以證明自己。他將能力者大戰視為修練，能力是將頭髮變成棍棒，但他一次也沒用過自己的能力，而是以武術應戰。他的武學招式「（秘拳・岩窟王）」足以破壞岩石。此外、他還懂得化勁。
馬場 淳一（馬場 淳一）
配音員：谷山紀章
小時候、由於父母為了工作經常搬遷而交不到朋友，只好說謊來吸引他人注目。在與植木的戰鬥後、他變得不再說謊了。能力是將硬幣變成風。
保羅·T（ボーロ・T）
配音員：加瀨康之
擁有把額頭變成鑽石的能力，限定條件是手必須插在口袋裡。
鬼山纹次郎（鬼山紋次郎）
配音員：小西克幸
為了得到「讓村子復活之才」以使沒落的故鄉再次繁榮而參戰，在敗給植木後決定靠自己的努力而復興村子。擁有把踢出去的土變成鐵球的能力。
神樂
配音員：堂岡孝行
以將樹葉化為飛刀的能力偷襲羅貝多十人團，但遭鬼打倒。

## 天界
小林老師（小林先生）
配音員：日本：森功至／台灣：曹冀魯
植木的候補神，偽裝成植木的班導師。個性散漫悠哉，但其實很有正義感。為了救植木一命而違規落入地獄。
犬丸
配音員：日本：石田彰／台灣：李景唐
佐野的候補神，個性認真謹慎，與小林老師交情甚好。由於自己成為人質並拖累植木一行人，便給予森愛能力，並因此違規落入地獄，但也讓佐野擺脫了羅貝多的控制。
淀川
配音員：鳥海勝美／台灣：林谷珍）
在小林老师墜入地獄後成為植木的候補神。並不想成為神，而是想成為神輔佐。
馬格雷特（マーガレット）
配音員：池田秀一／台灣：曹冀魯）
羅貝多·海頓的父親兼候補神，他將自己的兒子送到地球以便參賽。在第二次選拔結束前被守人一族侵占，後來為了阻止亞諾而決定幫助植木，讓植木得到九星和十星級神器。
天神
配音員：小杉十郎太／台灣：林谷珍
三界中至高無上的神，能力者大戰的主辦者。在閃回中，揭露了他主辦大賽的原因，是因為植木的養母讓他明白了名為「未來」的可能性。
雖然乍看之下是個性古怪的白癡，但實際上可靠且強大。他在敗給亞諾後被他侵占，最後倖存了下來。
帕格
配音員：辻谷耕史）
植木的生父，出於和瑪格雷特一樣的考量、將植木送到地球並企圖透過他當上神。不過他卻沒被選為候補神，因此而感到愧疚、沒有對植木表明真實身分。他教會植木如何取得等級二。

## 普通人類
植木源五郎（うえき げんごろう）
配音員：千葉繁
植木的養父。小說家，喜歡任何不尋常的事。
植木翔子（うえき しょうこ）
配音員：笠原晶
植木的義姊，很關心植木。護士學校的學生，不過會使用奇怪的醫療方法。
植木春子（うえき はるこ）
配音員：林原惠
本故事整體的關鍵人物。源五郎的妻子，翔子的母親。在故事開始的十三年前死於車禍。
二十五年前，當時是中學生的她與下凡至人間界的神相遇，為了報答神幫她的忙、而帶著他到處遊玩。途中、她不顧自身安危地去救一個即將被火車撞上的老婦，她的精神感動了神、讓神出手救了兩人。